# Supercup (Handballturnier) 2015
Der Supercup 2015 war der 19. und letzte Supercup.

## Modus
In dieser Austragung spielten 4 Mannschaften im Modus „Jeder gegen Jeden“ mit je einem Spiel um den Pokal. Bei Punktgleichheit entscheidet die bessere Tordifferenz. Danach die Zahl der geschossenen Tore.

## Resultate

### Rangliste
| Pl.                      | Land        | Sp. | S | U | N | Tore    | Diff. | Punkte |
| ------------------------ | ----------- | --- | - | - | - | ------- | ----- | ------ |
| 1.                       | Deutschland | 3   | 3 | 0 | 0 | 097:740 | +23   | 6      |
| 2.                       | Slowenien   | 3   | 2 | 0 | 1 | 089:790 | +10   | 4      |
| 3.                       | Brasilien   | 3   | 1 | 0 | 2 | 079:960 | −17   | 2      |
| 4.                       | Serbien     | 3   | 0 | 0 | 3 | 076:920 | −16   | 0      |
| Stand: 23. Dezember 2018 |             |     |   |   |   |         |       |        |

### Spiele
| 6. November 2015 17:45 Uhr | Deutschland                 | 29 : 20      | Brasilien              | Flens-Arena, Flensburg Zuschauer: 3.071 Schiedsrichter: Pichon, Reverret |
| 6. November 2015 17:45 Uhr | meiste Tore: Gensheimer (7) | (15 : 12)    | meiste Tore: Silva (4) | Flens-Arena, Flensburg Zuschauer: 3.071 Schiedsrichter: Pichon, Reverret |
| 6. November 2015 17:45 Uhr | Strafen: 3×                 | Spielbericht | Strafen: 2×            | Flens-Arena, Flensburg Zuschauer: 3.071 Schiedsrichter: Pichon, Reverret |

| 6. November 2015 20:00 Uhr | Serbien                | 21 : 23      | Slowenien              | Flens-Arena, Flensburg Zuschauer: 3.071 Schiedsrichter: Geipel, Helbig |
| 6. November 2015 20:00 Uhr | meiste Tore: Ðukić (5) | (11 : 12)    | meiste Tore: Cehte (6) | Flens-Arena, Flensburg Zuschauer: 3.071 Schiedsrichter: Geipel, Helbig |
| 6. November 2015 20:00 Uhr | Strafen: 1×            | Spielbericht | Strafen: 2×            | Flens-Arena, Flensburg Zuschauer: 3.071 Schiedsrichter: Geipel, Helbig |

| 7. November 2015 15:30 Uhr | Deutschland             | 37 : 26      | Serbien                   | Barclaycard Arena, Hamburg Zuschauer: 3.905 Schiedsrichter: Pichon, Reverret |
| 7. November 2015 15:30 Uhr | meiste Tore: Dahmke (6) | (20 : 8)     | meiste Tore: Nikčević (5) | Barclaycard Arena, Hamburg Zuschauer: 3.905 Schiedsrichter: Pichon, Reverret |
| 7. November 2015 15:30 Uhr | Strafen: 5×             | Spielbericht | Strafen: 3× 1×            | Barclaycard Arena, Hamburg Zuschauer: 3.905 Schiedsrichter: Pichon, Reverret |

| 7. November 2015 17:45 Uhr | Brasilien                | 27 : 38      | Slowenien                  | Barclaycard Arena, Hamburg Zuschauer: 3.905 Schiedsrichter: Geipel, Helbig |
| 7. November 2015 17:45 Uhr | meiste Tore: Cândido (4) | (14 : 18)    | meiste Tore: Miklavčič (6) | Barclaycard Arena, Hamburg Zuschauer: 3.905 Schiedsrichter: Geipel, Helbig |
| 7. November 2015 17:45 Uhr | Strafen: 1×              | Spielbericht | Strafen: 4×                | Barclaycard Arena, Hamburg Zuschauer: 3.905 Schiedsrichter: Geipel, Helbig |

| 8. November 2015 12:30 Uhr | Brasilien               | 32 : 29      | Serbien                | Sparkassen-Arena, Kiel Zuschauer: 4.511 Schiedsrichter: Geipel, Helbig |
| 8. November 2015 12:30 Uhr | meiste Tore: Santos (6) | (13 : 14)    | meiste Tore: Šešum (7) | Sparkassen-Arena, Kiel Zuschauer: 4.511 Schiedsrichter: Geipel, Helbig |
| 8. November 2015 12:30 Uhr | Strafen: 1×             | Spielbericht | Strafen: 3×            | Sparkassen-Arena, Kiel Zuschauer: 4.511 Schiedsrichter: Geipel, Helbig |

| 8. November 2015 15:00 Uhr | Deutschland                 | 31 : 28      | Slowenien               | Sparkassen-Arena, Kiel Zuschauer: 4.511 Schiedsrichter: Horáček, Novotný |
| 8. November 2015 15:00 Uhr | meiste Tore: Kohlbacher (7) | (17 : 11)    | meiste Tore: Marguč (7) | Sparkassen-Arena, Kiel Zuschauer: 4.511 Schiedsrichter: Horáček, Novotný |
| 8. November 2015 15:00 Uhr | Strafen: 2×                 | Spielbericht | Strafen: 6×             | Sparkassen-Arena, Kiel Zuschauer: 4.511 Schiedsrichter: Horáček, Novotný |